# 302 до н. е.

## Події
- Деметрій Поліоркет відновив Коринфський союз.
- Мітридат I Ктіст заснував Понтійське царство.
- діадох Євмен завдав поразки македонцям на чолі з Амінтою і в Каппадокії коронувався під іменем Аріарата II.
- Царство Іберія